# کولتان
شهر کولتان  در بخش بولک در ایالت زوریخ در کشور سوئیس واقع شده‌است که ۱۷٬۰۰۰ نفر جمعیت دارد.